# Marquesado de Montealegre de Aulestia
El marquesado de Montealegre de Aulestia es un título nobiliario español concedido en el siglo XVIII a una familia de origen extremeño, establecida en Lima, dedicada al comercio y dueña de grandes propiedades urbanas y rurales, cuyos miembros han ocupado altos cargos políticos.
El título fue creado por real decreto de 24 de septiembre de 1734 a favor de Francisca Gómez-Boquete de Montealegre, viuda de Miguel Román de Aulestia. No obstante el Real Despacho fue expedido el 5 de noviembre de 1737 a favor de su hijo José Toribio Román de Aulestia Gómez-Boquete, por lo que oficialmente este es el primer marqués de Montealegre de Aulestia.

## Marqueses de Montealegre de Aulestia
|                               | Titular                                                                  | Periodo               |
| Creación por Felipe V         | Creación por Felipe V                                                    | Creación por Felipe V |
| ----------------------------- | ------------------------------------------------------------------------ | --------------------- |
| I                             | José Toribio Román de Aulestia y Gómez-Boquete                           | 1737-?                |
| II                            | Manuel Román de Aulestia                                                 | ?-1786                |
| III                           | José Mariano de Sánchez Boquete y Román de Aulestia                      | 1786-?                |
| Rehabilitado por Alfonso XIII |                                                                          |                       |
| IV                            | Josefina de Santiago-Concha y Loresecha                                  | 1918-1920             |
| -                             | María de los Dolores Carmen de Osma, Sancho-Dávila y Ramírez de Arellano | ?-1926                |
| V                             | José de la Riva Agüero y Osma                                            | 1926-1944             |
| VI                            | Jean Sttenon du Pré y Riva-Agüero                                        | 1960-1996             |
| VII                           | Manuel Julio Gastañeta y Carrillo de Albornoz                            | 1996-2020             |
| VIII                          | Dora Wilma Carrillo Araoz                                                | 2023-actual titular   |

## Historia de los marqueses de Montealegre de Aulestia
El origen de esta familia se remonta al capitán Diego Gómez Boquete, natural de Badajoz, casado a mediados del siglo XVII con la limeña Magdalena de Montealegre. El matrimonio tuvo dos hijos: Juan Gómez Boquete (nacido en 1650), familiar del Santo Oficio, y Francisca Gómez Boquete, casada con el sargento mayor Miguel Román de Aulestia y Cedreros.
Sería a Francisca a quien el 24 de septiembre de 1734 le fue otorgado, mediante real decreto (pendiente del real despacho), el título de marqués de Montealegre de Aulestia. Fruto de su matrimonio sería:
- José Toribio Román de Aulestia y Gómez Boquete (n. Lima, 1689), a quien el 5 de noviembre de 1737 se le otorga el real despacho por lo que se convierte en el I marqués de Montealegre de Aulestia.[1]  Fue capitán de Caballos Corazas en 1709, capitán de infantería española en el Callao, maestre de campo y secretario de cámara del secreto del Tribunal de la Inquisición.

Contrajo matrimonio con Josefa Leonarda de Aulestia Cabeza de Vaca y Solares, nacida en Buenos Aires en 1700. Le sucedió su hijo:
- Manuel Gabriel Román de Aulestia y Aulestia (n. Lima, 1718), II marqués de Montealegre de Aulestia,[1] abogado, alcalde de la ciudad en 1762, rector de la Universidad de San Marcos.

Casó con Catalina Loredo de la Peña y Sagardia. Al no tener sucesión, heredó el marquesado su sobrino:
- José Mariano Sánchez Boquete y Román de Aulestia (n. 1760-1838), III marqués de Montealegre de Aulestia,[1] teniente coronel del Regimiento de la Nobleza, Alcalde Lima en 1800 y 1801, que falleció soltero. Fue uno de los firmantes de la Declaración de Independencia del Perú en 1821. Los derechos los heredó su sobrino, José de la Riva Agüero y Sánchez Boquete, Gran Mariscal y primer presidente del Perú, que nunca llegó a ostentar el título.

Rehabilitado en 1918 por:
- Josefina Santiago-Concha y Loresecha, IV marquesa de Montealegre de Aulestia.[1] En ejecución de sentencia, sucedió en 20 de julio de 1922 María de los Dolores de Osma y Sancho-Dávila, «aunque no consta en el expediente que obtuviera el Real despacho».[1]  Casó con José Carlos de la Riva-Agüero y Riglos. En 15 de diciembre de 1926, sucedió su hijo:[1]

- José de la Riva Agüero y Osma, V marqués de Montealegre de Aulestia,[1] historiador peruano y benefactor de la Pontificia Universidad Católica del Perú.

En 18 de marzo de 1960, sucedió:
- Jean Stienon du Pré y de la Riva-Agüero (Bélgica, 1905-1988),  VI marqués de Montealegre de Aulestia,[1] descendiente del II marqués.

Casó con María Antonieta de Pierpont. En 7 de febrero de 1996, sucedió:
- Manuel Gastañeta y Carrillo de Albornoz, VII marqués de Montealegre de Aulestia.[2]

Sucedió:
- Dora Wilma Carrillo Araoz, VIII marquesa de Montealegre de Aulestia.[2]